# 중화민국의 강역

중화민국(中華民國)
자유 지구(自由地區)
주권 강역(主權疆域)

중화민국의 공식 행정 구역과 영토 분쟁. 여기에는 난사 군도(중화민국이 전체의 영유권을 주장하나 실효 지배하는 영역은 그 중 일부에 불과)와 중화민국이 주장하나 조선민주주의인민공화국이 실효 지배하는 영역, 중화민국이 주장하나 베트남이 실효 지배하는 영역이 나타나 있지 않다.

중화민국(ROC)의 행정 구역과 중화인민공화국(PRC)의 행정 구역

중화민국 정부의 실효 통치 지역은 타이완(중국어: 臺灣), 진마 지구(중국어: 金馬地區), 둥사 군도(중국어: 東沙群島), 난사 군도(중국어: 南沙群島)의 타이핑섬(중국어: 太平島, 국제명 이토아바섬)에 한정되어 있으며 그 면적은 35,980km2이고, 중화민국 헌법에 규정된 중화민국의 고유 영토(강역, 彊域)의 총 면적은 11,418,174 km2로 이는 러시아에 이어 세계에서 두 번째로 넓다.
기본적으로 중화민국 정부가 내세우는 하나의 중국 구상이 여기에 해당하는데, 현재 중화인민공화국 정부에서는 영유권을 주장하지 않는 영역도 포함되어 있어 중화인민공화국이 내세우는 하나의 중국 구상과는 약간의 상이점이 발생한다.
중화민국의 강역에 포함되는 지역은 다음과 같다.
| 이름                                      | 실효 지배국                          | 추가 정보 |
| ----------------------------------------- | ------------------------------------ | --- |
| 타이완, 펑후 제도, 진먼섬, 마쭈 열도      | 중화민국                             | 일명 타이완 지구라고 불리는 지역으로, 중화민국이 현재까지 실효 통치하고 있다. |
| 중국 대륙                                 | 중화인민공화국                       | 중화인민공화국이 건국되기 직전인 1949년까지 중국 대륙은 중화민국의 주권 하에 놓여 있었다. 티베트와 동투르키스탄을 포함하나, 티베트는 중화민국이 통치한 적이 없는 지역이고, 다만 중화인민공화국은 점령하여 지배중에 있다. 중화민국의 수도였지만 주권을 상실한 난징시도 여기에 포함되어 있다. |
| 홍콩과 마카오                             | 중화인민공화국 홍콩 마카오           | 중화민국은 홍콩과 마카오를 자국 영토로 규정하며, 홍콩과 마카오 주민은 중화민국 국민으로 간주한다. |
| 몽골 지방                                 | 몽골                                 | 외몽골은 1921년 중화민국으로부터 독립을 선언하였지만 중화민국 정부는 독립을 인정하지 않았다. 1946년에는 소비에트 연방과의 협정에 의해 몽골의 독립을 인정하였다가 중화민국-소련 단교 이후 1953년에 승인을 취소하였다. 중화민국과 몽골은 1990년대 이후 대표부를 교환하였고 중화민국은 2012년 헌법 개정을 통해 독립을 승인하였으나, 몽골은 중화민국을 승인하지 않았다. |
| 센카쿠 열도                               | 일본                                 | 일본과 중화인민공화국의 영토 분쟁으로 유명한 곳으로, 중화민국도 영유권을 주장하고 있다. |
| 탕누우량하이 강동육십사둔                 | 러시아                               | 러시아 내의 공화국인 투바 공화국의 관할 하에 있는 지역으로, 투바 공화국은 원래 몽골의 일부였으나, 몽골이 중화민국에서 독립한 이후 러시아가 점령하였다. 강동육십사둔은 청나라 말기에 러시아가 무단으로 점령하였다. |
| 볼쇼이우수리스키섬(헤이샤쯔섬) 동부       | 러시아                               | 아무르강과 우수리강이 만나는 곳에 있는 섬으로 베이징 조약이 체결된 이후 러시아가 점령하였으나 해석의 차이로 영토 분쟁이 발생하였다. 2004년에 중화인민공화국은 절반을 돌려받고 섬을 분할하기로 했지만 중화민국은 이 섬이 모두 자국의 영토라고 주장중이다. 이 섬은 중화민국의 주장하는 영토의 최동단이다. |
| 파미르고원                                | 아프가니스탄 타지키스탄 키르기스스탄 | 중화민국과의 합의 없이 소비에트 연방이 무단으로 점령하였으며, 현재는 대부분이 타지키스탄의 영토이며, 일부는 아프가니스탄과 키르기스스탄의 영토이다. 중화인민공화국과 러시아가 파미르고원과 관련하여 국경 조정에 합의하였으나 중화민국은 인정하지 않는다. |
| 길기트발티스탄(파키스탄의 북서 변경) 일부 | 파키스탄                             | 청나라의 일부였다가 영국이 점령하였다. 파키스탄이 영국으로부터 독립하면서 파키스탄의 영토가 되었다. |
| 아루나찰프라데시 주                       | 인도                                 | 중국 명칭은 짱난(중국어: 藏南)으로, 시짱의 남부라는 뜻을 갖고 있다. 티베트의 일부였다가 영국이 점령하여 영국령 인도에 편입한 지역이다. |
| 티베트 자치구 이남 지역                   | 네팔 부탄                            | 이 지역 역시 짱난(중국어: 藏南)으로, 시짱의 남부라는 뜻을 갖고 있다. 중화인민공화국에서는 부탄 북동부 지역의 영유권은 주장하지 않고 있다. |
| 미얀마 북부                               | 미얀마                               | 중국에서는 난칸(南崁)과 장신포(江心坡)로 불리는 지역이다. 난칸은 청나라가 영국령 버마에 영구조차한 지역이고 장신포는 중화민국과 영국령 버마 사이에 국경선이 확정되지 않은 지역이었는데, 당시 버마를 통치하던 영국이 중화민국과의 합의 없이 이 지역을 점령하였다. 1960년에 중화인민공화국은 다른 지역을 반환받는 대신 이들 지역을 버마(현 미얀마) 영토로 인정했으나 중화민국은 이를 인정하지 않는다. |
| 백룡미도                                  | 베트남                               | 중화인민공화국이 베트남의 영유권을 인정했으나 중화민국은 이를 인정하지 않는다. |
| 파라셀 군도                               | 중화인민공화국                       | 중화민국, 중화인민공화국, 베트남이 영유권을 주장하고 있다. 현재는 중화인민공화국이 점유하고 있다. |
| 스카버러 암초                             | 중화인민공화국                       | 중화민국, 중화인민공화국, 베트남이 영유권을 주장하고 있다. 현재는 중화인민공화국의 실효지배에 가깝다. |
| 스프래틀리 군도                           | 다수의 영유권 분쟁 지역              | 중화민국, 중화인민공화국, 베트남, 필리핀(일부), 말레이시아(일부), 브루나이(일부)가 영유권을 주장하고 있다. 중화민국은 현재 타이핑섬(太平島)과 중저우섬(中洲島)을 통치하고 있다. |
| 파라셀 군도                               | 중화인민공화국                       | 중화민국, 중화인민공화국, 베트남이 영유권을 주장하고 있다. 현재는 중화인민공화국이 점유하고 있다. |
| 중사 군도                                 | 중화인민공화국                       | 중화민국, 중화인민공화국, 필리핀이 영유권을 주장하고 있다. 현재는 중화인민공화국이 점유하고 있다. |
| 백두산 일부와 그 인근 지역                | 조선민주주의인민공화국               | 중화민국은 자국과 조선민주주의인민공화국의 국경을 압록강과 두만강으로 규정한다. 과거에는 압록강 수계와 두만강 수계의 분수령에서 양쪽으로 흐르는 하천(홍단수)을 기준으로 규정하였다. 그러나 이후 영토 주장의 범위가 바뀌어 간도 협약에 따른 국경을 주장하는 것으로 수정했다. 따라서 현재 압록강과 두만강(석을수) 이북에 위치한, 조선민주주의인민공화국(북한)의 주권이 미치는 지역을 자국 영토로 간주하며, 반면 대한민국은 중화인민공화국의 주권 하에 있는 백두산의 일부 지역을 자국 영토로 간주하고 있다. 대한민국은 백두산천지의 영유권을 공식적으로 밝힌 바 있다. |

## 같이 보기
- 중화민국의 행정 구역
- 중화민국 대륙 시기의 행정 구역